# Орлянский, Павел Иванович
Павел Иванович Орлянский (1908—1985) — лейтенант Рабоче-крестьянской Красной Армии, участник Великой Отечественной войны, Герой Советского Союза (1945).

## Биография
Павел Орлянский родился 12 июня 1908 года в Благовещенске. После окончания начальной школы проживал и работал в Томске. В 1930—1932 годах проходил службу в Рабоче-крестьянской Красной Армии. В июне 1941 года Орлянский повторно был призван в армию. Окончил полковую школу. С апреля 1942 года — на фронтах Великой Отечественной войны. В боях был легко ранен. К декабрю 1944 года лейтенант Павел Орлянский командовал взводом 258-го инженерно-сапёрного батальона 56-й инженерно-сапёрной бригады 4-й гвардейской армии 3-го Украинского фронта. Отличился во время освобождения Венгрии.
В ночь с 30 ноября на 1 декабря 1944 года взвод Орлянского переправился через Дунай в районе населённого пункта Харта к югу от Будапешта и захватил плацдарм на его берегу, отразив большое количество немецких контратак, продержавшись до переправы основных сил.
Указом Президиума Верховного Совета СССР от 24 марта 1945 года за «образцовое выполнение боевых заданий командования на фронте борьбы с немецкими захватчиками и проявленные при этом отвагу и геройство» лейтенант Павел Орлянский был удостоен высокого звания Героя Советского Союза с вручением ордена Ленина и медали «Золотая Звезда».
После окончания войны Орлянский был уволен в запас. Проживал и работал в Томске. Умер 25 апреля 1985 года, похоронен на кладбище Бактин в Томске.
Был также награждён орденами Отечественной войны 1-й степени и Красной Звезды, рядом медалей.